# Bur Rutut
Bur Rutut är ett berg i Indonesien.   Det ligger i provinsen Aceh, i den västra delen av landet, 1 500 km nordväst om huvudstaden Jakarta. Toppen på Bur Rutut är 1 628 meter över havet, eller 77 meter över den omgivande terrängen. Bredden vid basen är 1,3 km.
Terrängen runt Bur Rutut är lite bergig.Runt Bur Rutut är det mycket glesbefolkat, med 3 invånare per kvadratkilometer. I omgivningarna runt Bur Rutut växer i huvudsak städsegrön lövskog.